# Klara Castanho
Klara Castanho, née le 6 octobre 2000 à Santo André (São Paulo), est une actrice et chanteuse brésilienne. Elle est connue pour son rôle de Rafaela dans la telenovela Sauvée par l'amour. En 2021, elle est à l'affiche du film Confessions d'une fille invisible.

## Filmographie

### Cinéma
- 2009 : Paulista : une enfant
- 2016 : É Fada! : Júlia[3]
- 2017 : Chocante : Dora
- 2018 : Tudo por um Pop Star : Manuela Pereira
- 2020 : Detetives do Prédio Azul 3 : Dunhoca
- 2021 : Confessions d'une fille invisible : Tetê
- 2021 : Galeria Futuro : Bruna

### Télévision
- 2008–2009 : Revelação : Daniela Mourão (15 épisodes)[4]
- 2009–2010 : Sauvée par l'amour : Rafaela Campos (90 épisodes)
- 2011 : Morde & Assopra : Tonica Medeiros
- 2012 : Amor Eterno Amor : Clara Allende (5 épisodes)
- 2013–2014 : Amor à Vida : Paula Araújo (2 épisodes)
- 2015 : Além do Tempo : Alice
- 2019 : Mal Me Quer : Manuela
- 2022 : Bom Dia, Verônica : Ângela Cordeiro
- 2022 : Deux Fois 15 Ans : Carol